# Uncle Albert/Admiral Halsey
Singles de Paul McCartney
Eat at Home
(1971) The Back Seat of My Car
(1971)
Pistes de Ram
Dear Boy Smile Away
Uncle Albert/Admiral Halsey est une chanson de Paul McCartney (créditée Paul et Linda McCartney) parue sur l'album Ram en mai 1971.
Elle paraît également en single aux États-Unis au mois d'août suivant et se classe en tête des charts. Elle y devient un succès durable et est intégrée à plusieurs compilations destinées à ce pays.

## Éléments et interprétation
"Uncle Albert/Admiral Halsey" est composé de plusieurs fragments de chansons inachevés que Paul a assemblés d'une manière similaire aux medleys de l'album Abbey Road des Beatles en 1969. La chanson est remarquable pour ses effets sonores, y compris les sons d'un orage entre le premier et le deuxième couplet, le son de la voix de McCartney avec un effet "téléphonique" entendu après le deuxième couplet, et le son de la mer où chantent les oiseaux et le souffle du vent sur la plage. La voix de Linda est entendue dans les harmonies ainsi que dans la section du pont de la partie « Admiral Halsey » de la chanson.
Paul a dit que Uncle Albert était basé sur son oncle. «C'est quelqu'un dont je me souviens avec émotion, et quand la chanson arrivait, c'était comme une sorte de nostalgie.» Il a également déclaré que «J'avais un oncle - Albert Kendall - qui était très amusant, et quand j'en suis venu à écrire Uncle Albert/Amiral Halsey, c'était vaguement à propos de cette génération plus âgée, et je me demandais: "Que penseraient-ils de la façon dont ma génération fait les choses ? C'est pourquoi j'ai écrit la ligne 'Nous sommes tellement désolés, Oncle Albert.» Paul a également dit à un journaliste américain : « Quant à l'amiral Halsey, c'est l'un des vôtres, un amiral américain », se référant à l'amiral de la flotte William « Bull » Halsey (1882-1959). Paul a décrit l'Oncle Albert de la chanson comme une excuse de sa génération à l'ancienne, et l'amiral Halsey comme une figure autoritaire qui devrait être ignorée.

## Sortie ultérieure
Uncle Albert/Admiral Halsey apparaît sur l'album de compilation Wings Greatest sorti en 1978, même si Ram n'était pas un album du groupe Wings.
La chanson apparaît sur plusieurs compilations solo de Paul McCartney : la version américaine de All the Best ! (1987), ainsi que Wingspan: Hits and History (2001), et sur les versions standard et deluxe de Pure McCartney (2016).

## Personnel
Selon le livret accompagnant l'album Ram de Paul et Linda McCartney :
- Paul McCartney – chant, guitares acoustique et électrique, basse, piano et xylophone
- Linda McCartney – chœurs
- Hugh McCracken – guitares acoustique et électrique
- David Nadien, Aaron Rosand – violon
- Paul Beaver – synthétiseur
- Denny Seiwell – batterie
- Marvin Stamm, Mel Davis, Ray Crisara, Snooky Young – cuivres
- New York Philharmonic – cordes et cuivres